# Каи, Сёма
Сёма Каи (яп. 甲斐 翔真 Каи Сё:ма, род. 14 ноября 1997 года) — японский актёр. Наиболее известен по роли Парада/Камэн Райдер Парадокс в сериале «Камэн Райдер Экс-Эйд», в одноимённом сезоне сериала «Kamen Rider». Сотрудничает с японским агентством по поиску талантов Amuse, Inc.

## Биография
Сёма Каи родился 14 ноября 1997 года в Токио, Япония.
Каи начал работать актёром в 2015 году после того, как попался на глаза агенту по талантам развлекательного агентства Amuse, Inc, когда ещё учился в средней школе. По просьбе родителей и директора школы он начал карьеру только после окончания школы.
В 2016 году Каи впервые появился в телевизионном проекте Камэн Райдер Экс-Эйд, в одноимённом сезоне сериала «Kamen Rider» в роли Парада/Камэн Райдер Парадокс.

## Фильмография

### Телесериалы
| Год       | Название                                   | Роль                        | Телеканал | Примечания      | Ссылка |
| --------- | ------------------------------------------ | --------------------------- | --------- | --------------- | ------ |
| 2016-2017 | Камэн Райдер Экс-Эйд                       | Парад/Камэн Райдер Парадокс | TV Asahi  |                 | [ 2 ]  |
| 2017-2019 | Цветок и зверь                             | Тацуки Хиёси                | dTV       |                 |        |
| 2018      | Эй, ты готова?!                            | Ития Савада                 | TBS       |                 | [ 3 ]  |
| 2018      | Император азартных игр Зеро                | Насимото                    | NTV       |                 | [ 3 ]  |
| 2019      | Параллельные школьные дни                  | Мисаки Суга                 | Y!mobile  | Главная роль    |        |
| 2019      | Когда-нибудь, когда я усну                 | Рэн Отака                   | Fuji TV   | Главная роль    |        |
| 2019      | Девушка с видео — Май                      | Юки Сугисаки                | TV Tokyo  | 2, 6, 8 эпизоды |        |
| 2019      | Детектив «Пространство-время горячая вода» | Сатоси Удагава              | Kansai TV |                 |        |
| 2025      | Несвязанный                                | Тёсичи                      | NHK       | Тайга дорама    | [ 4 ]  |

### Фильм
| Год  | Название                                                                                       | Роль                                                                 | Примечания                        | Ссылка |
| ---- | ---------------------------------------------------------------------------------------------- | -------------------------------------------------------------------- | --------------------------------- | ------ |
| 2016 | Камэн Райдеры Поколение Хэйсэя: Доктор Пакман против Экс-Эйда и Госта с Легендарными Райдерами | Парад                                                                |                                   |        |
| 2017 | Камэн Райдеры и Супер Сентай: Супер Война Супергероев                                          | Парад/Камэн Райдер Парадокс                                          |                                   |        |
| 2017 | Камэн Райдер Экс-Эйд: Истинный конец                                                           | Парад/Камэн Райдер Парадокс                                          |                                   |        |
| 2017 | Фото Косиен Лето за 0,5 секунды                                                                | Сёта Цубакияма                                                       | Главная роль                      |        |
| 2017 | Камэн Райдер Поколение Хэйсэй — Финал: Билд и Экс-Эйд при поддержке Легендарных Райдеров       | Парад                                                                |                                   |        |
| 2018 | Камэн Райдер Экс-Эйд Трилогия: Иной конец — Камэн Райдер Парадокс с Поппи                      | Парад/Камэн Райдер Парадокс; Чёрный Парад/Камэн Райдер Иной Парадокс | Двойная роль                      |        |
| 2018 | Камэн Райдер Экс-Эйд Трилогия: Иной конец — Камэн Райдер Генм против Лазера                    | Парад                                                                |                                   |        |
| 2018 | Эй, ты готова?!                                                                                | Ития Савада                                                          |                                   | [ 3 ]  |
| 2018 | Мы все                                                                                         |                                                                      |                                   |        |
| 2019 | Ты сияешь в лунном свете                                                                       | Акира Кояма                                                          |                                   |        |
| 2019 | Параллельные школьные дни: Фильм                                                               | Мисаки Суга                                                          | Главная роль                      |        |
| 2020 | Сто сигналов                                                                                   | Сэия Саиондзи                                                        |                                   |        |
| 2020 | Огни гандбола                                                                                  | Таити                                                                |                                   |        |
| 2020 | Мое имя — твоё                                                                                 | Окада                                                                |                                   |        |
| 2021 | Колесо фортуны и фантазии                                                                      | Сасаки                                                               | Киноальманах; «Распахнутая дверь» | [ 5 ]  |

### Театральные выступление
| Год       | Название          | Роль                           | Примечания | Ссылка      |
| --------- | ----------------- | ------------------------------ | ---------- | ----------- |
| 2020      | Тетрадь смерти    | Лайт Ягами                     |            |             |
| 2020-2023 | Богема            | Роджер Дэвис                   |            |             |
| 2021      | Мария-Антуанетта  | Граф Аксель фон Ферзен-младший |            |             |
| 2021      | Ромео и Джульетта | Ромео                          |            |             |
| 2021      | Октябрьское небо  | Хомер Хикэм                    |            |             |
| 2022-2024 | Недалеко от нормы | Гэйб Гудмен                    |            |             |
| 2022      | Клаудия           | Соара (Гиара)                  |            |             |
| 2022-2023 | Элизабет          | Кронпринц Рудольф              |            |             |
| 2023-2024 | Мулен Руж!        | Кристиан                       |            | [ 6 ] [ 7 ] |
| 2025      | Чумовые боты      | Лола                           |            |             |